# Karekurchi (B), Tiptur
Karekurchi (B) là một làng thuộc tehsil Tiptur, huyện Tumkur, bang Karnataka, Ấn Độ.